# Metròfanes d'Esmirna
Metròfanes d'Esmirna —Metrophanes, Μητροφάνης— fou un bisbe grec. Era bisbe d'Esmirna i és famós per la seva oposició al patriarca Foci I de Constantinoble. Era el fill d'una dona que al·legava que era el fill del que fou patriarca Metodi I de Constantinoble, però aquesta paternitat no es va poder demostrar. Quan el patriarca Ignasi de Constantinoble (847-858), successor de Metodi I de Constantinoble, fou deposat el 859 per Miquel III, i substituït per Foci, Metròfanes el va reconèixer tot i que era amic d'Ignasi de Constantinoble, però aviat se'n va penedir i es va declarar contra Foci; finalment fou deposat del seu bisbat per aquesta oposició i empresonat. Quan Foci fou deposat (867) Ignasi fou restablert per l'emperador Basili el Macedoni i Metrofanes va recuperar el bisbat d'Esmirna; al Concili de Constantinoble (869) es va mostrar furibund opositor de Foci. El 877 Foci va tornar a la seu (877 a 886) en morir Ignasi, i Metròfanes fou deposat altre cop; com que no va aturar la seva oposició, el 880 fou excomunicat. Va morir obscurament en data desconeguda.

## Obres
Va escriure entre d'altres, les següents obres:
- Epistola ad Manuelem Patricium de Rebus in Causa Photii ab anno 858 ad 870 gestis
- Ἐπιστολὴ Μητρυρφάνους Μητροπολίτου πρὸς Μανουὴλ Πατρίκιον καὶ Λογοθέτην τοῦ δρόμου
- De Spirilu Sancto
- Expositio Fidei
- Liber Canonum Triadicorum